# 多爾夫 (阿肯色州)
多爾夫（英語：Dolph）是位於美國阿肯色州伊澤德縣的一個非建制地區。該地的面積和人口皆未知。

## 地理
多爾夫的座標為36°13′42″N 92°06′46″W / 36.22833°N 92.11278°W，而該地的平均海拔高度為269米（即883英尺）。